# KNM ER 1805
A KNM ER 1805 katalógusszámú fosszília az ősemberek egy példánya. 1974-ben találták, azóta vitatott lelet. Eredetileg a Homo erectus fajba sorolták, ma már inkább Homo habilis a besorolása a nagymértékű prognathia (fogmedri előreállás) és az erős nyakszirti bütyök alapján. J. L. Thompson 1993-as vizsgálatai alapján a KNM ER 1805 példány olyan egyedi vonásokkal rendelkezik a többi ismert Homo habilishoz képest is, hogy ennek a fajnak sem jellegzetes képviselője, sőt egyesek szerint (például Sandrine Prat, College de France) a Homo kládba sem.
A lelet 1,74 millió éves, Kenya Koobi Fora nevű térségében, a Turkana-tó partján találták. Az egyed három csonttöredékből áll. Az agykoponya majdnem teljes, ehhez az arckoponya kissé hiányos darabja és egy alsó állkapocs töredék járul. Az állkapocsban meglévő őrlőfogak alapján az egyén felnőtt korában halt meg. Az agykoponya térfogata Holloway 1978-as vizsgálata alapján 582 cm³.

## Lásd még
- Homo erectus
- Homo habilis
- Az emberfélék fosszíliáinak listája